# Golf des Aisses
Le golf des Aisses est un golf français situé à La Ferté-Saint-Aubin dans le département du Loiret et la région Centre-Val de Loire.
Il s'agit de l'un des deux golfs implanté sur le territoire de la commune de La ferté saint Aubin 
Dessiné par Martin Hawtree troisième génération d’architecte de golf 
Les Aisses golf est un parcours « eathland »dit de bruyères  un dessin dans la pure tradition britannique 
Parcours de championnat avec des départs noirs
Les Aisses golf est classé dans les 5 plus beaux parcours de France

## Description
Le golf est situé dans la région naturelle de la Sologne, à La Ferté-Saint-Aubin, dans le Sud du département du Loiret, à proximité de la route départementale 2020.
Le golf, créé en 1992 a été dessiné par Olivier Brizon, il comporte alors 27 trous définissant trois parcours (bleu, blanc et rouge) sur environ neuf kilomètres.
Le parcours est remanié depuis 2009 par Martin Hawtree. Il offre à présent deux parcours, l'un de 9 trous (par 36, 3 264 m) et l'autre de 18 trous (par 72, 6 648 m), un green d'entraînement et 15 postes de practice.